# Gooikse Pijl 2015
La 12e édition de la Gooikse Pijl a eu lieu le 27 septembre 2015. La course fait partie du calendrier UCI Europe Tour 2015 en catégorie 1.2.

## Présentation

### Équipes
Classé en catégorie 1.2 de l'UCI Europe Tour, la Gooikse Pijl est par conséquent ouverte aux équipes continentales professionnelles belges, aux équipes continentales, aux équipes nationales et aux équipes régionales et de clubs.
| Équipes continentales professionnelles | Équipes continentales professionnelles | Équipes continentales professionnelles |
| Nom de l'équipe                        | Pays                                   | Code                                   |
| -------------------------------------- | -------------------------------------- | -------------------------------------- |
|                                        |                                        |                                        |

| Équipes continentales | Équipes continentales | Équipes continentales |
| Nom de l'équipe       | Pays                  | Code                  |
| --------------------- | --------------------- | --------------------- |
|                       |                       |                       |

| Équipes de clubs | Équipes de clubs | Équipes de clubs |
| Nom de l'équipe  | Pays             | Code             |
| ---------------- | ---------------- | ---------------- |
|                  |                  |                  |

### Règlement de la course

#### Primes
Les vingt prix sont attribués suivant le barème de l'UCI,. Le total général des prix distribués est de 6 010 €.
| Position | 1er     | 2e      | 3e    | 4e    | 5e    | 6e    | 7e    | 8e    | 9e    | 10e à 20e |
| Prix     | 2 425 € | 1 210 € | 607 € | 305 € | 240 € | 180 € | 180 € | 118 € | 118 € | 57 €      |

## Classements

### Classement final
| Classement final | Classement final | Classement final | Classement final | Classement final |
|                  | Coureur          | Pays             | Équipe           | Temps            |
| ---------------- | ---------------- | ---------------- | ---------------- | ---------------- |
| modifier         |                  |                  |                  |                  |

### UCI Europe Tour
Cette Gooikse Pijl attribue des points pour l'UCI Europe Tour 2015, par équipes seulement aux coureurs des équipes continentales professionnelles et continentales, individuellement à tous les coureurs des équipes précitées.
| Position,          | 1er | 2e | 3e | 4e | 5e | 6e | 7e | 8e |
| Classement général | 40  | 30 | 16 | 12 | 10 | 8  | 6  | 3  |